# Passeroidea
Passeroidea (лат.) — надсемейство воробьинообразных птиц, входящий в состав подотряда певчих воробьиных (Passeri). Объединяет 17 семейств.

## Классификация
- Семейство Calcariidae — Подорожниковые
- Семейство Cardinalidae — Кардиналовые
- Семейство Emberizidae — Овсянковые
- Семейство Estrildidae — Вьюрковые ткачики
- Семейство Fringillidae — Вьюрковые
- Семейство Icteridae — Трупиаловые
- Семейство Nectariniidae — Нектарницевые
- Семейство Modulatricidae
- Семейство Motacillidae — Трясогузковые
- Семейство Parulidae — Древесницевые
- Семейство Passeridae — Воробьиные
- Семейство Peucedramidae
- Семейство Ploceidae — Ткачиковые
- Семейство Prunellidae — Завирушковые
- Семейство Thraupidae — Танагровые
- Семейство Urocynchramidae
- Семейство Viduidae — Вдовушковые